# يوسف بن عبد الله بن الحارث البصري
يوسف بن عبد الله بن الحارث أبو الوليد البصري تابعي، وراي حديث نبوي من أهل البصرة.

## روايته للحديث النبوي
- روى عن: الأحنف بن قيس، وأنس بن مالك، ورفيع أبي العالية الرياحي، وأبيه عبد الله بن الحارث البصري، وخاله محمد بن سيرين.
- روى عنه: حماد بن سلمة، وخالد الحذاء، وسليمان بن المغيرة، وعاصم الأحول، وعبد الله بن عون، ومبارك بن فضالة، ومهدي بن ميمون، وهشام بن حسان.[1]
- الجرح والتعديل: ذكره ابن حبان في كتاب الثقات، وقال يحيى بن معين: «ثقة»، روى له مسلم بن الحجاج، والترمذي، والنسائي، وابن ماجه.[1]